# Diário do Amazonas
Diário do Amazonas é um jornal brasileiro editado na cidade de Manaus, capital do estado do Amazonas. Foi fundado em 1985 pelo empresário Cassiano Anunciação e atualmente é um dos jornais de maior circulação no estado.
Pertence à Rede Diário de Comunicação, que também veicula o jornal Dez Minutos, uma versão resumida do Diário do Amazonas por R$ 0,50 centavos, voltado às pessoas de baixa renda. Também faz parte do grupo a Rádio Diário e a Record News Manaus, afiliada da Record News em Manaus.

## História
Fundado pelo empresário Cassiano Cirilo Anunciação, o Diário do Amazonas começou a circular em 15 de março 1985, sendo o primeiro veículo de comunicação da RDC. Foi o primeiro jornal da cidade a circular todos os dias da semana e também o primeiro a ter seus exemplares totalmente coloridos.
Desde as suas primeiras edições até a década de 1990, o jornal seguiu a linha policial e popularesca. Em 2005, o matutino filiou-se ao Instituto Verificador de Circulação (IVC), entidade que afere a tiragem dos jornais e até então continua sendo o único do estado do Amazonas a usar esse tipo de auditoria.
Em 2009, mudou para o formato Berliner (25 cm x 35 cm). Acompanhando a tendência do mercado nacional, em 15 de setembro de 2008 lançou um segundo jornal, o Dez Minutos, uma versão de baixo custo para atingir as populações de menor renda, na periferia da cidade. É um dos jornais de maior circulação das regiões Norte e Nordeste, segundo dados do Instituto Verificador de Circulação (IVC).

## Estrutura
A sede do Diário do Amazonas está localizada na Avenida Djalma Batista, no bairro Parque Dez, em Manaus. Também conta com uma sucursal em Brasília e representantes de mídia nas cidades do Rio de Janeiro e São Paulo.
Em 2010, foi lançado o portal de notícias da Rede Diário de Comunicação, que agregou, também, os jornais em formato digital. O D24AM surpreendeu os leitores pela rapidez em noticiar os acontecimentos e a interação que obteve com os leitores pelas redes sociais, que atualmente são milhares de pessoas.